# Varol Amet
Varol Amet (n. 9 decembrie 1972

) este un deputat român, ales în 2012 din partea minorităților naționale.